# Бэйян
Бэйян (кит. упр. 北洋, пиньинь Beiyang, англ. Beiyang или Pei Yang) — историческая область на северо-востоке Китая, включающая прибрежные районы провинций Чжили (ныне Хэбэй), Ляонин и Шаньдун, а также территорию, входящую сейчас в административную единицу город центрального подчинения Тяньцзинь. Термин возник в конце правления династии Цин. Должность министра Бэйяна (北洋通商大臣) занимал наместник провинции Чжили. В его основные обязанности входили торговые отношения и иногда, иностранные дела.
С 1875 году здесь формируется Бэйянский флот, который к началу Японо-китайской войны (1894—1895) превратился в крупнейший неевропейский военно-морской флот своего времени. В 1895 году на территории Бэйяна создавалась Бэйянская армия — сухопутная армия нового типа, организованная по современному образцу.
До 1951 года название «Бэйянский» носил Тяньцзиньский университет — старейший и один из крупнейших университетов КНР.